# Zunft zur Schneidern

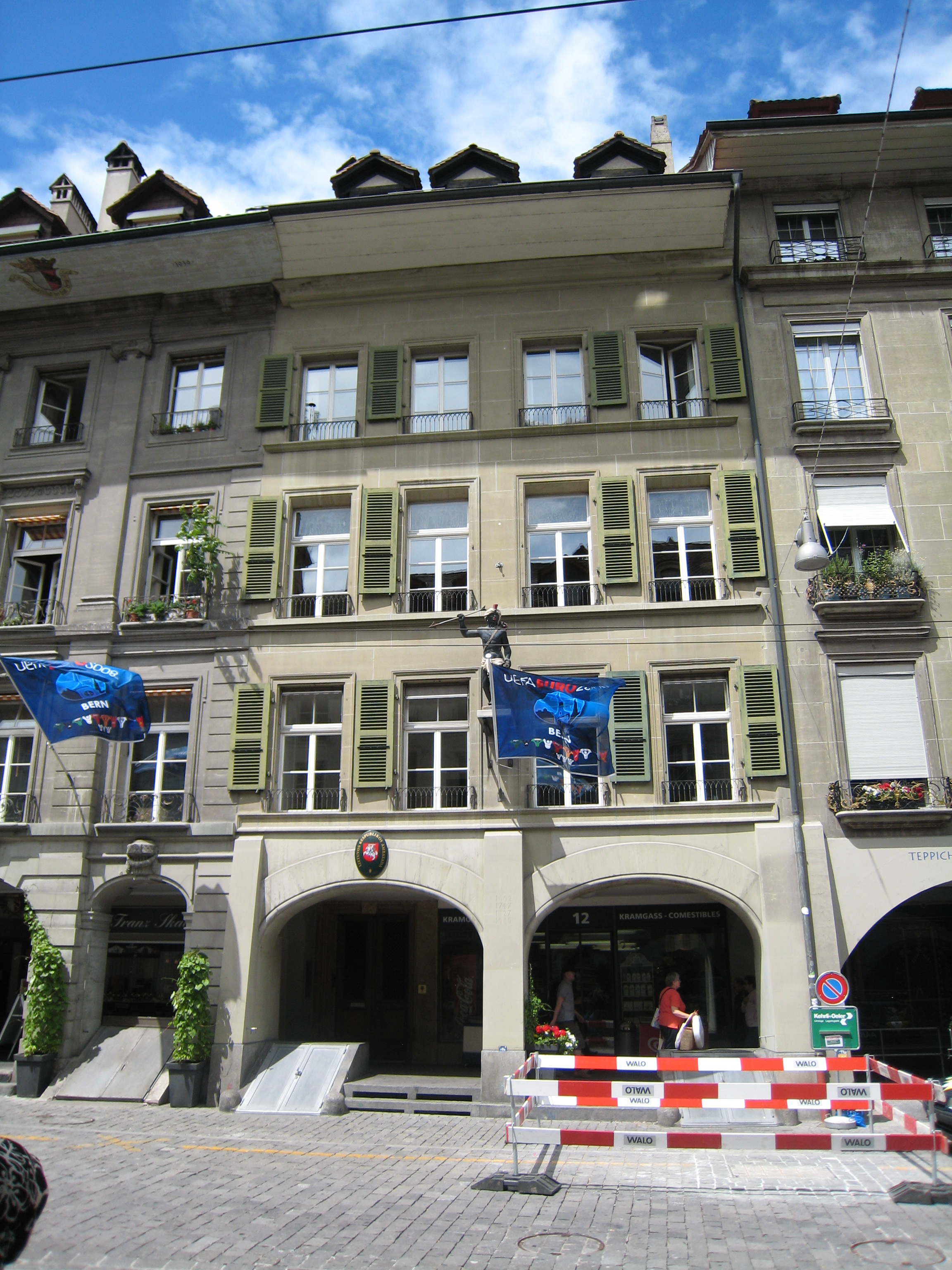
Das Gesellschaftshaus zur Schneidern an der Kramgasse in Bern

Die Zunft zur Schneidern (früher Gesellschaft zum Möhren und Zunft zum Mohren) ist eine der 13 Gesellschaften und Zünfte in der Stadt Bern und durch die Verfassung des Kantons Bern garantierte öffentlich-rechtliche Körperschaft. Sie ist eine burgerliche Korporation im Sinn der bernischen Gemeindegesetzgebung und untersteht der Aufsicht der kantonalen Behörden. Als Personalkörperschaft hat sie kein eigenes Territorium und ist steuerpflichtig. Sie umfasst alle Burgerinnen und Burger von Bern, die das Zunftrecht zur Schneidern besitzen.

## Geschichte
Die Gesellschaft zum Möhren erscheint in den Quellen erstmals im Jahr 1383 und umfasste die Schneider, Tuchhändler und Tuchscherer. Seit 2014 wurde die Zunft wegen ihres Namens, Wappens und Hauszeichens eines dunkelhäutigen «Mohren» kritisiert. Per 2023 benannte das Grosse Bott (Legislative) die Zunft in «Zunft zur Schneidern», um klarzumachen, dass die Zunft Diskriminierung ablehne.

## Wappen

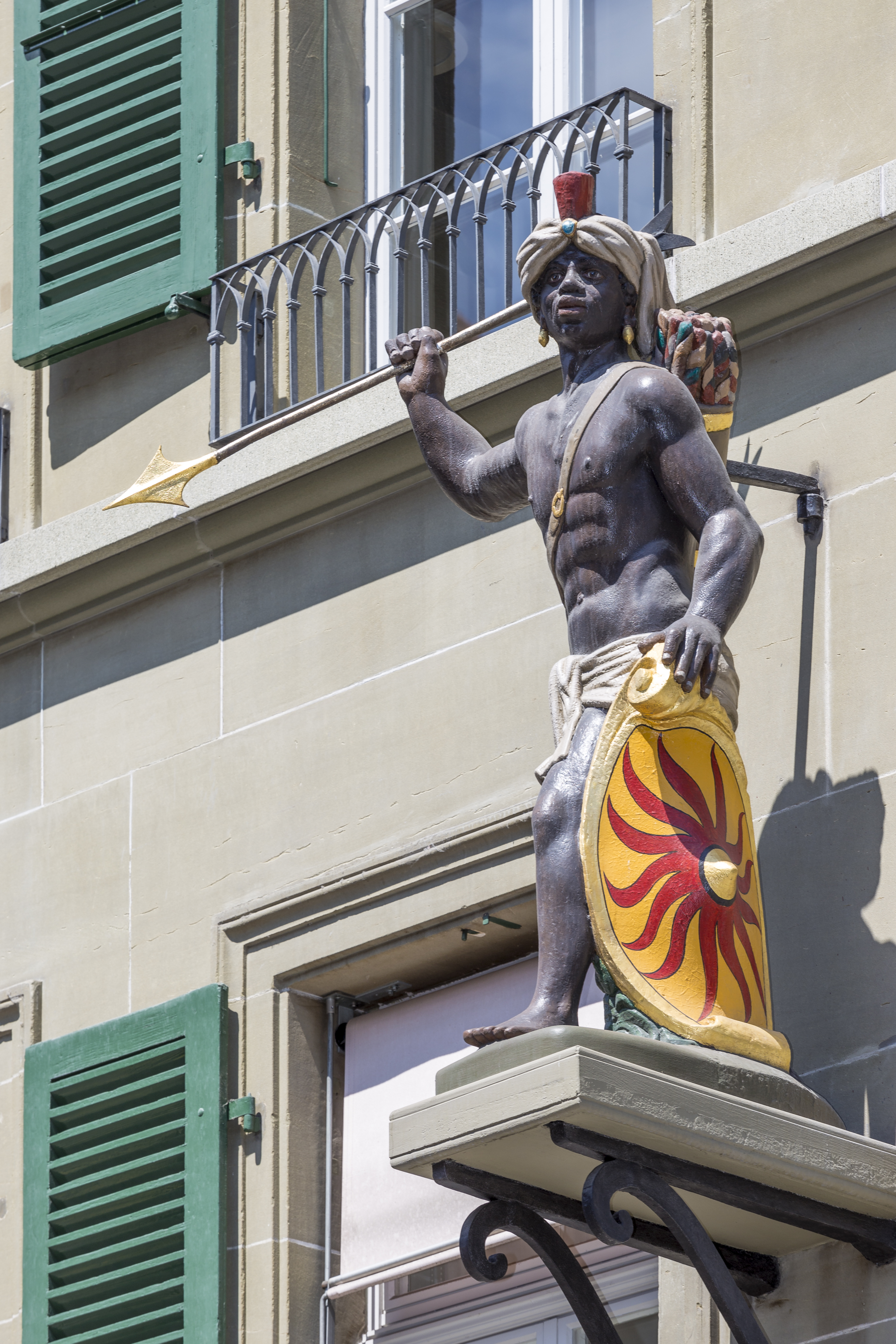
Hauszeichen am Zunfthaus zur Schneidern aus dem 17. Jahrhundert (2014)

Das Wappen der Zunft zeigte bis 2022 ein Mohrenhaupt auf silbernem Grund. Möglicherweise wollte die Zunft im Mittelalter, als die teuersten Stoffe aus dem Orient stammten, mit diesem Symbol des Orients für die Qualität ihrer Stoffe werben. Die bis 2022 verwendete Darstellung des Wappens stammte aus dem Jahr 1891, als es anlässlich der 700-Jahr-Feier der Stadt neu entworfen wurde.
Das Wappen und Hauszeichen der Zunft wurde 2014 durch einen Vorstoss der beiden SP-Stadträte Halua Pinto de Magalhães und Fuat Köçer, der eine «Lösung für rassistische Darstellungen im öffentlichen Raum» forderte, zum Gegenstand einer öffentlichen Diskussion.
Die Darstellung des Wappens aus dem späten 19. Jahrhundert bildet gemäss Bernhard C. Schär vom Institut für Geschichte der ETH Zürich etwa durch die stark abgeflachte Stirn den wissenschaftlichen Rassismus der damaligen Zeit ab, der Schwarze als niederwertigere Menschen auffasste. Das Hauszeichen steht auch in Form einer Mohrenstatue aus dem 17. Jahrhundert vor dem Zunfthaus an der Kramgasse und entstammt damit einer Epoche, in der die Zunft zwischen 1719 und 1734 über die britische Südseekompanie bedeutende Summen in den afrikanischen Sklavenhandel investierte.

## Personen
Der Zunft zur Schneidern (bis 2022 Zunft zum Mohren) gehören unter anderem an:
- Hans Jakob Dünz, Glasmaler
- Johannes Dünz, Maler
- Daniel Knopf (1668–1738), Bankier und Pietist, Almosner
- Albrecht Herport, Maler und Ostindien-Reisender
- Albert von Rütte (1825–1903), Biologe und Pfarrer
- Théophile de Rutté (1826–1885), Honorarkonsul in Kalifornien
- Friedrich Ludwig von Rütte, Architekt
- Gertrud Kurz, «Flüchtlingsmutter»
- Hans-Rudolf Kurz, Jurist und Militärhistoriker
- Zygmunt Stankiewicz, Bildhauer